# Маслянино
Маслянино (рос. Маслянино) — робітниче селище у Маслянинському районі Новосибірської області Російської Федерації.
Входить до складу муніципального утворення робітниче селище Маслянино. Населення становить 12 807 осіб (2017).

## Історія
Згідно із законом від 2 червня 2004 року органом місцевого самоврядування є робітниче селище Маслянино.

## Населення
| 1959    | 1970    | 1979    | 1989    | 2002    | 2007    | 2009    |
| ------- | ------- | ------- | ------- | ------- | ------- | ------- |
| 9781    | ↗10 578 | ↗11 883 | ↗12 656 | ↗13 565 | ↘12 976 | ↗13 359 |
| 2010    | 2012    | 2013    | 2014    | 2015    | 2016    | 2017    |
| ↘13 102 | ↘12 982 | ↘12 780 | ↘12 667 | ↗12 774 | ↗12 799 | ↗12 807 |